# Philip Hammond
Philip Anthony Hammond, Baron Hammond van Runnymede (Epping, East of England, 4 december 1955) is een Brits politicus van de Conservative Party.
Hammond was tussen 2010 en 2019 een van de prominentste politici van de Conservative Party en was in die periode opeenvolgend bewindspersoon gedurende gehele kabinetsperiodes van de kabinetten-Cameron I (2010–2015), Cameron II (2015–2016), May I (2016–2017) en May II (2017–2019). Hij was minister van Transport van 2010 tot 2011, minister van Defensie van 2011 tot 2014, minister van Buitenlandse Zaken van 2014 tot 2016 en minister van Financiën van 2016 tot 2019. Hij was lid van het Lagerhuis voor Runnymede en Weybridge van 1997 tot 2019.  Sinds 2020 is hij lid van het Hogerhuis.

## Carrière
Hammond studeerde aan de Universiteit van Oxford.  Hij werd in 1997 gekozen als lid van het Lagerhuis voor het kiesdistrict Runnymede and Weybridge.
De eerste ministerpost van Philip Hammond was die op het ministerie van Transport. Hij leidde dit departement één jaar, waarna hij overgeplaatst werd naar het ministerie van Defensie. Op 15 juli 2014 volgde hij vervolgens William Hague op als minister van Buitenlandse Zaken en het Gemenebest. Op 13 juli 2016 werd hij de Chancellor of the Exchequer in het kabinet van Theresa May.
Na de verkiezing van Boris Johnson als leider van de Conservative Party diende Hammond zijn ontslag in als minister. Hij werd een van de leidende figuren in het verzet binnen de Conservatieve fractie tegen het brexit-beleid van Johnson. Op 3 september 2019 werd Hammond samen met twintig andere parlementariërs uit de Conservatieve fractie gezet. Zij hadden steun gegeven aan een motie die het mogelijk zou maken dat het Lagerhuis een no-deal brexit kon blokkeren. Hammond had daarna zitting als niet-partijgebonden parlementslid. Hij stelde zich niet kandidaat voor de Lagerhuisverkiezingen van 12 december 2019.
Op 30 september 2020 werd Hammond benoemd als baron Hammond van Runnymede en werd lid van het Hogerhuis.
- Gemeinsame Normdatei: 1249373263
- MusicBrainz: e5e1188f-24c0-430b-b365-ae5006c5f696
- Nationale Bibliotheek van Polen: a0000003619536
- Virtual International Authority File: 2980149844948702960003